# PA-RISC

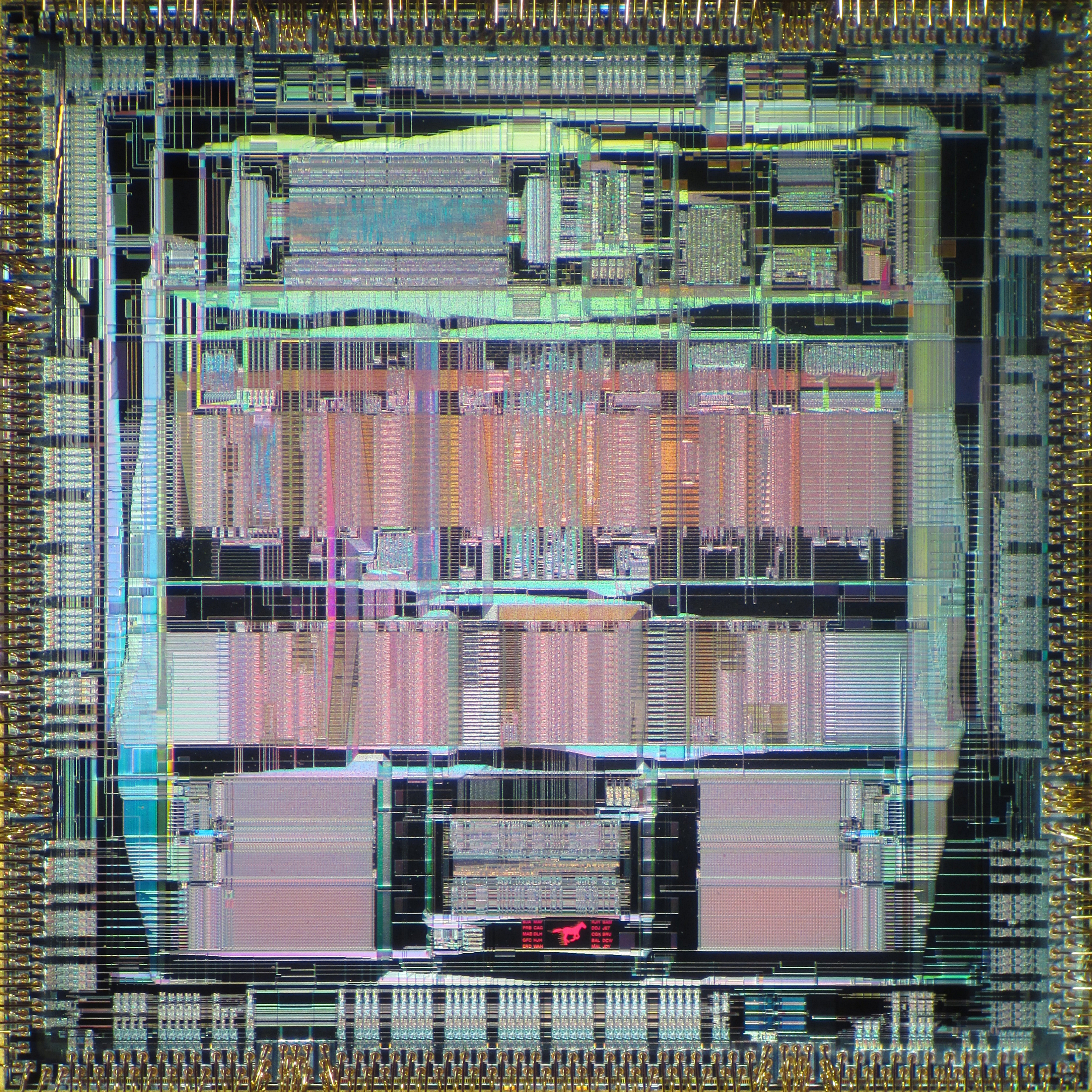
Prozessorkern (Die)-Foto eines HP PA-7000 (PCX-S)

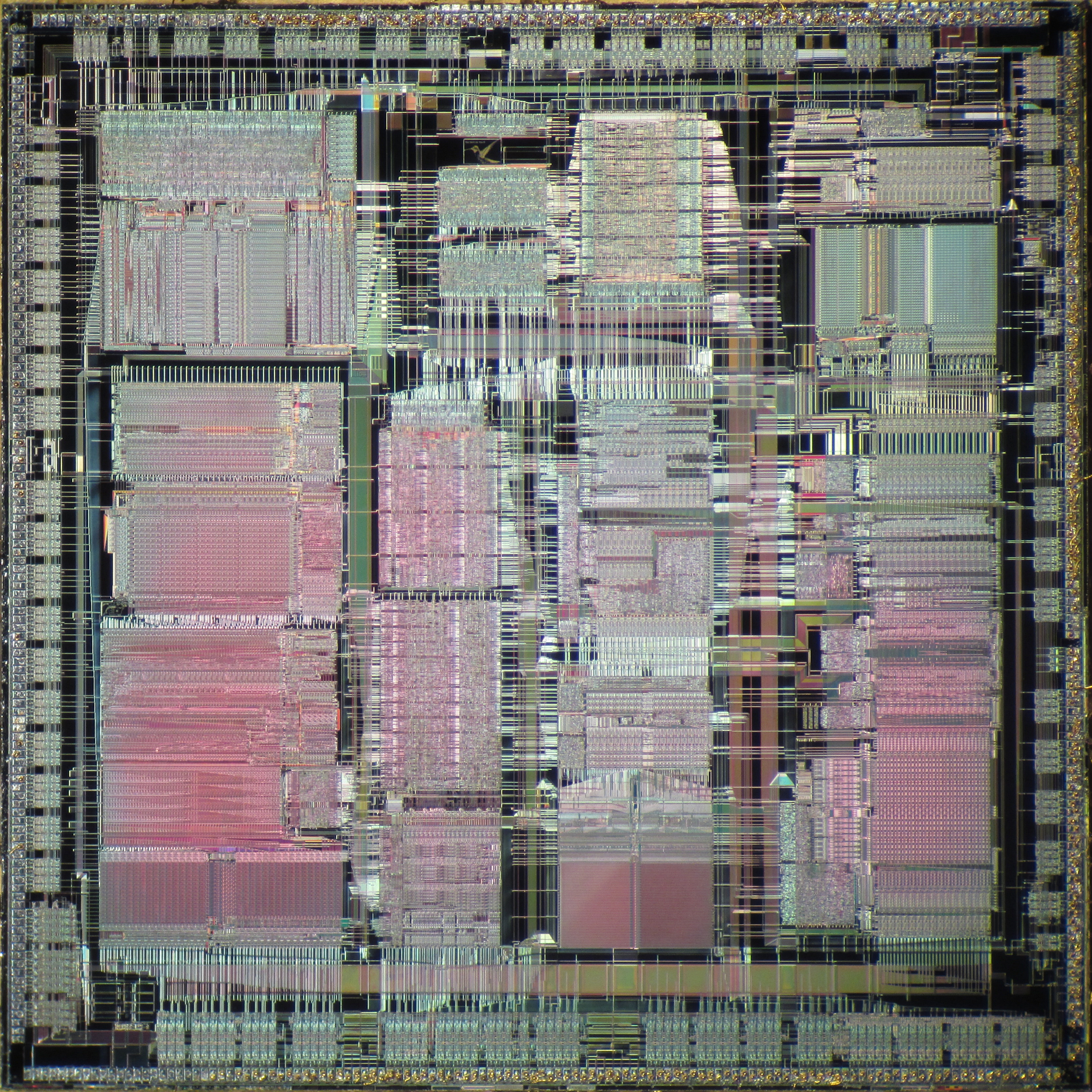
Prozessorkern (Die)-Foto eines HP PA-7100LC (PCX-L)

Parallel/Precision Architecture Reduced Instruction Set Computer (PA-RISC) ist eine Mikroprozessor-Architektur von Hewlett-Packard für den Einsatz im Server- und Workstationbereich. Wie aus dem Namen hervorgeht, handelt es sich um einen Prozessor der RISC-Bauart, das PA ist Abkürzung für Precision Architecture. Er ist auch unter der Bezeichnung HP/PA für Hewlett Packard Precision Architecture bekannt. Die ersten Prozessoren wurden 1986 eingesetzt, 2008 wurde die Produktion endgültig eingestellt. Bereits einige Jahre zuvor begann HP, stattdessen die zusammen mit Intel entwickelten Itanium- bzw. Itanium-2-Prozessoren zu verwenden.

## Geschichte
In den späten 1980ern produzierte HP vier Modellreihen von Computern, alle arbeiteten mit verschiedenen CISC-Prozessoren. Die 1986 eingeführte PC-kompatible HP Vectra-Baureihe basierte auf Intel-80286-Prozessoren. Alle anderen Modellreihen nutzten CPUs anderer Hersteller. Die HP Serie 200- (1981) und HP 9000 Serie 300- (1985) Unix (HP-UX)-Workstations basierten auf dem Motorola-68k-Design. Eine zusätzliche 68k-basierte Serie kam 1989 durch die Übernahme von Apollo hinzu, die spätere HP Apollo 9000 Serie 400. Die nächste eigenständige Baureihe war die Serie HP 300 (1978), integrierte Multi-User-Computer, die auf einem proprietären Silicon-on-Sapphire-CPU-Design 8 (SoS-Design) und dem Betriebssystem Amigo/300 beruhten. Auch die ersten Baureihen der Hewlett-Packard 3000 Serie (1972) beruhten ebenfalls auf einem SoS-Design und dem MPE (Betriebssystem). Schließlich gab es die HP 9000 Serie 500 (1982)-Minicomputer, welche die von HP selbst entwickelte 32-Bit-FOCUS-CPU nutzten. Alle nicht Intel-basierten HP-Systeme wurden ab 1988 mithilfe des neuen PA-RISC-Prozessors auf ein einheitliches Design konsolidiert.
Die ersten Serien der PA-RISC-7000-Prozessoren waren auf eine Adressraum von 32 Bit ausgelegt und wurden ab März 1986 zunächst in der HP-3000-Serie bei den Modellen 930 und 950 und in der zur 930 baugleichen HP-9000 840s eingesetzt.
Ein Merkmal der PA-RISC-Reihe ist, dass die meisten Generationen dieser CPUs keinen Level-2-Cache haben. Stattdessen werden große Level-1-Caches verwendet, zunächst als separate Chips über einen Bus verbunden, später auf einem Chip integriert. Lediglich der PA-7100LC, der PA-7200 und der PA-7300LC besaßen einen L2-Cache. Eine weitere Innovation des PA-RISC-Designs waren die zusätzlichen, sogenannten Multimedia-Instruktionen (SIMD), welche zum ersten Mal mit dem PA-7100LC eingeführt wurden. Ab dem PA-7200 wurde auch der externe MMC/SMC-Memorycontroller verwendet, er ermöglicht erstmals einen 36-Bit-Adressraum (bei K420 max. 8 GB, sonst max. 32 GB Hauptspeicher), auf den auch die 32-Bit-Versionen von HP-UX ab Version 11.00 über „Memory Windows“ zugreifen können (vergleiche PAE oder AWE).
Im Jahr 1994 wurde die bis heute gültige PA-RISC-2.0-Spezifikation definiert, die eine Wortbreite von 64 Bit vorsieht und damit einen linearen Adressraum ermöglicht, der größer als 4 GB ist. Weitere Änderungen betrafen die Pipeline-Architektur und die Aufteilung des Instruction-Caches in zwei Einheiten, eine für Befehle, die schnell abgearbeitet werden, eine für solche, die zeitintensiver sind. Der erste Vertreter des neuen Standards war der PA-8000.
Die Produktion der PA-RISC-Prozessoren sollte ursprünglich im Jahre 2004 enden, sie wurde aber wegen diverser Verzögerungen bei der Itanium-Entwicklung ausgedehnt. Die Produktion neuer Systeme, die auf der HP-PA-Prozessorarchitektur basieren, endete zum 31. Dezember 2008. Als Nachfolger kommt die seit Ende der 1990er von HP zusammen mit Intel entwickelte IA-64-Architektur (Itanium) zum Einsatz.
Die PA-RISC-Prozessoren werden unter anderem von NetBSD, OpenBSD oder Linux unterstützt. Seit der Veröffentlichung von Debian 3.0 (Woody) ist HPPA eine offiziell unterstützte Debian-Architektur, die aktuelle stabile Distribution von Debian-HPPA GNU/Linux ist die Version 6.0. Sie wurde am 6. Februar 2011 freigegeben. Auch Gentoo Linux unterstützt HPPA. Eine Ubuntu-Portierung existierte ebenfalls bis zur Release 9.04 („Jaunty“). Seit der Release 9.10 gibt es keine weitere Ubuntu-Unterstützung für PA-RISC-Prozessoren mehr. Allgemein ist es um die HPPA-Ports ruhig geworden.

## Modellhistorie
| Bild | Modell   | Typ        | Jahr | Frequenz in MHz | Speicher-Bus in MB/s | Herstellung in µm | Transistoren in Mio. | Diegröße in mm² | Verbrauch in W | Dcache in kbit | Icache in kbit | L2 cache in MB | ISA  |
| ---- | -------- | ---------- | ---- | --------------- | -------------------- | ----------------- | -------------------- | --------------- | -------------- | -------------- | -------------- | -------------- | ---- |
|      | TS-1     | PA-1,0     | 1986 | 8               | ?                    | TTL               | 6× 150 ICs           | 6″×8,4″×11,3″   |                |                |                | —              | 1,0  |
|      | CS-1     | PA-1,0     | 1987 | 8               | ?                    | 1,6               | 0,164                | 72,93           |                |                |                | —              | 1,0  |
|      | NS-1     | PA-1,0     | 1987 | 25-30           | ?                    | 1,5               | 0,144                | 70,56           |                |                |                | —              | 1,0  |
|      | NS-2     | PA-1,0     | 1989 | 27,5-30         | ?                    | 1,5               | 0,183                | 196             | 27             |                |                | —              | 1,0  |
|      | PCX-S    | PA-7000    | 1991 | 35-66           | ?                    | 1,0               | 0,58                 | 201,6           | ?              | 256            | 256            | —              | 1,1a |
|      | PCX-T    | PA-7100    | 1992 | 33–100          | ?                    | 0,8               | 0,85                 | 196             | ?              | 2048           | 1024           | —              | 1,1b |
|      | PCX-T    | PA-7150    | 1994 | 125             | ?                    | 0,8               | 0,85                 | 196             | ?              | 2048           | 1024           | —              | 1,1b |
|      | PCX-T'   | PA-7200    | 1994 | 120             | 960                  | 0,55              | 1,26                 | 210             | 30             | 1024           | 2048           | —              | 1,1c |
|      | PCX-L    | PA-7100LC  | 1994 | 60–100          | ?                    | 0,75              | 0,9                  | 201,6           | 7–11           | —              | 1              | 2              | 1,1d |
|      | PCX-L2   | PA-7300LC  | 1996 | 132–180         | ?                    | 0,5               | 9,2                  | 260,1           | ?              | 64             | 64             | 0–8            | 1,1e |
|      | PCX-U    | PA-8000    | 1996 | 160–180         | 960                  | 0,5               | 3,8/4,5?             | 338/347?        | ?              | 1024           | 1024           | —              | 2,0  |
|      | PCX-U+   | PA-8200    | 1997 | 200–240         | 960                  | 0,5               | 3,8/4,5?             | 338/347?        | ?              | 2048           | 2048           | —              | 2,0  |
|      | PCX-W    | PA-8500    | 1998 | 300–440         | 1920                 | 0,25              | 140                  | 467             | ?              | 1024           | 512            | —              | 2,0  |
|      | PCX-W+   | PA-8600    | 2000 | 480–552         | 1920                 | 0,25              | 140                  | 467             | ?              | 1024           | 512            | —              | 2,0  |
|      | PCX-W2   | PA-8700(+) | 2001 | 625–875         | 1920                 | 0,18              | 186                  | 304             | ?              | 1536           | 768            | —              | 2,0  |
|      | Mako     | PA-8800    | 2003 | 900–1000        | 6400                 | 0,13              | 300                  | 361             | ?              | 768/core       | 768/core       | 32             | 2,0  |
|      | Shortfin | PA-8900    | 2005 | 1000–1100       | 6400                 | 0,13              | ?                    | ?               | ?              | 768/core       | 768/core       | 64             | 2,0  |